# Waldkirch (Winterbach)
Waldkirch ist ein Gemeindeteil mit circa 300 Einwohnern (2015) von Winterbach im Landkreis Günzburg in Bayern. Die heutige Gemeinde Winterbach entstand am 1. Juli 1972 durch den freiwilligen Zusammenschluss der zuvor selbständigen Gemeinden Winterbach, Waldkirch und Rechbergreuthen.
Das Kirchdorf liegt eineinhalb Kilometer nördlich von Winterbach und ist über die Kreisstraße GZ 11 zu erreichen.

## Geschichte
Römische Siedlungsfunde auf dem Gebiet von Waldkirch verweisen auf eine uralte Siedlungstradition.

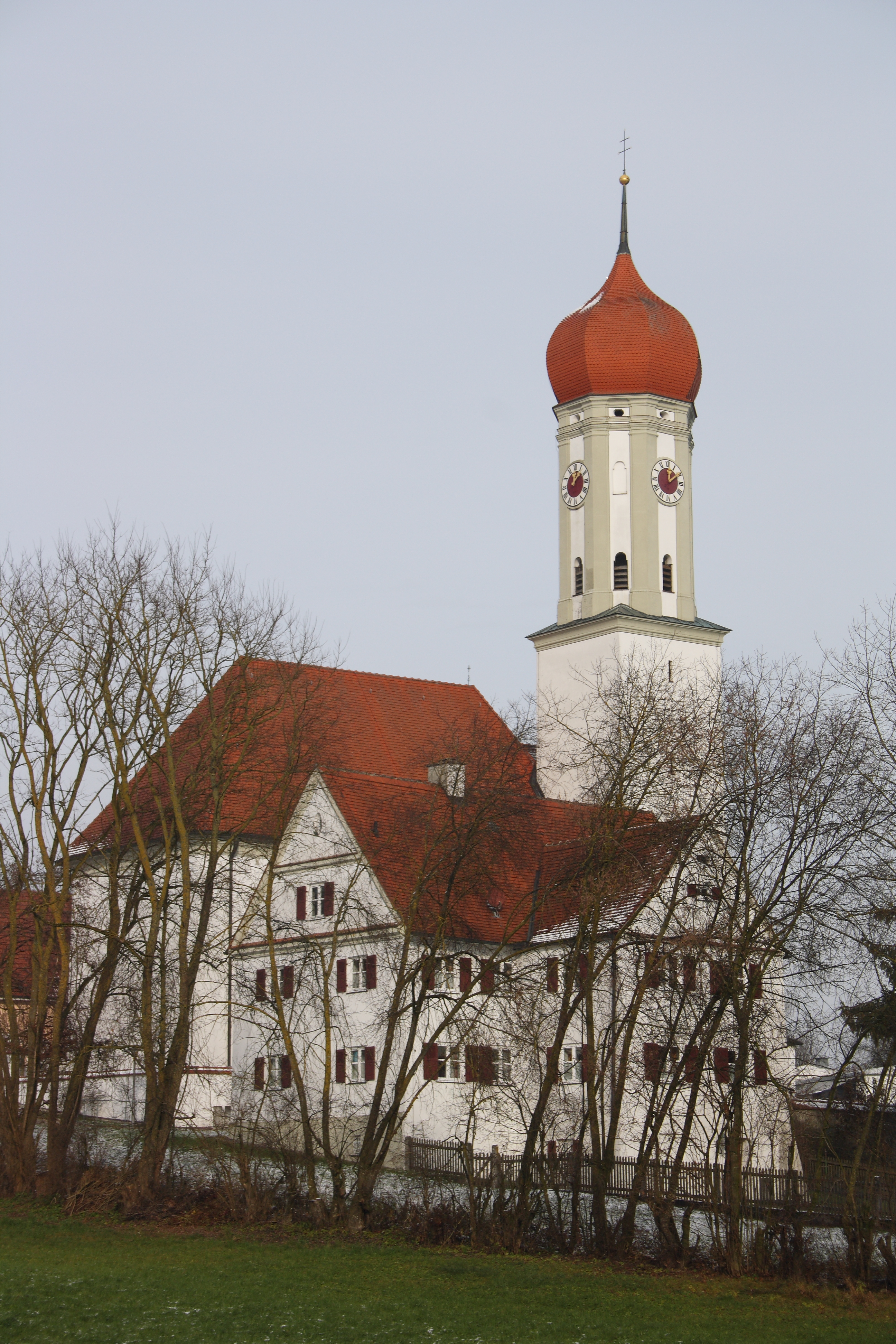
Kirche Mariä Schmerzen in Waldkirch, von Süden

Im Spätmittelalter sind die Herren von Waldkirch als Ortsherren und Lehensträger der Grafen von Kirchberg nachgewiesen. Erst der Übergang an die Herren von Freyberg im Jahr 1511 verschonte den Ort vor künftigem Herrschaftswechsel. 

## Persönlichkeiten
In Waldkirch wurde geboren:
- Ernst Zimmermann (1929–1985), Manager, RAF-Mordopfer

## Sehenswürdigkeiten
Siehe auch: Liste der Baudenkmäler in Waldkirch
- Katholische Pfarr- und Wallfahrtskirche Mariä Schmerzen
- Pfarrhaus